# Johannes Thiele (zoolog)
Johannes Thiele (1. srpna 1860 – 5. srpna 1935) byl německý zoolog, který se specializoval na měkkýše.
Jeho dílo Handbuch der systematischen Weichtierkunde (anglická verze publikovaná pod názvem Handbook of Systematic Malacology) je standardním dílem. Od roku 1904 až do důchodu v roku 1925 byl kurátorem kolekce měkkýšů v přírodovědném muzeu v Berlíně.
Thieleho klasifikace ulitníků se v minulosti používala desetiletí. Modifikovala starší koncept Henri Milne-Edwardse (1848) s třemi podtřídami: předžábrovce, zadožábrovce a plicnatce. Thieleova klasifikace byla založena na celkové podobnosti mezi druhy. Tato klasifikace byla však v průběhu let také pozměněna.

## Dílo
- (německy) Johannes Thiele: Handbuch der Systematischen Weichtierkunde – díl 1, Gustav Fischer Verlag, Jena 1929
- (německy) Johannes Thiele: Handbuch der Systematischen Weichtierkunde – díl 2, Gustav Fischer Verlag, Jena 1931
- (německy) Johannes Thiele: Handbuch der Systematischen Weichtierkunde – díl 3, Gustav Fischer Verlag, Jena 1934
- (německy) Johannes Thiele: Handbuch der Systematischen Weichtierkunde – díl 4, Gustav Fischer Verlag, Jena 1935